# Színházi rendezés

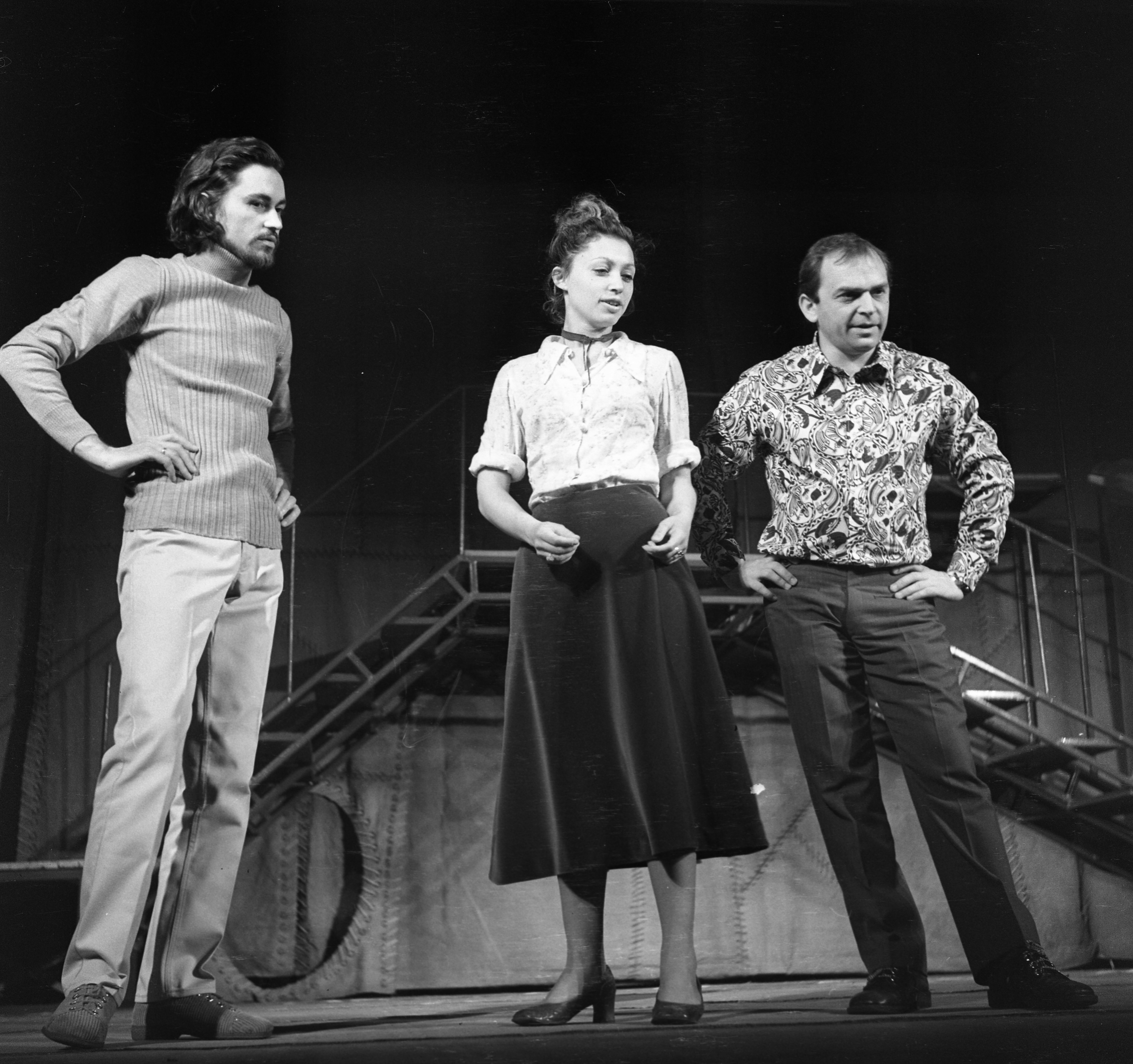
József Attila Színház, a Svejk a hátországban című darab próbáján 1972-ben, Kerényi Imre Pálos Zsuzsával és Bodrogi Gyulával (Urbán Tamás felvétele)

A színházi rendezés a színházi előadást előkészítő tudatos művészi munkafolyamat, mely a bemutatásra szánt színdarab kiválasztásával veszi kezdetét, és az adott előadás létrejöttének pillanatáig tart.

## A rendezés folyamata
A színházi rendező munkája a bemutatásra szánt színdarab kiválasztásával kezdődik. Ez történhet a rendező saját elhatározásából, de gyakori az is, hogy a rendezőt valamely konkrét darab színpadra állítására kérik fel.
A darabválasztás soha nem esetleges: minden esetben valamilyen színházi (művészi vagy üzleti) megfontolás eredménye. (Művészi indíttatású a darabválasztás, ha azzal a rendezőnek valamilyen konkrét művészi üzenet vagy hatás kiváltása a célja; üzleti akkor, ha abban a remélt bevétel, vagy az adott színház által kiszolgálandó közönség vélt vagy valós igényei játszanak elsődleges szerepet.)
A darabválasztást a rendezői koncepció kialakítása követi. E folyamat során a rendező az elérni kívánt hatás, illetve a közvetíteni kívánt tartalmak fényében meghatározza, melyek lesznek a leendő előadás hangsúlyos elemei, milyen lesz az annak képi és akusztikus stiláris világa stb.
Ezután következik a dramaturgiai munka (amelyet a rendező vagy egyedül, vagy a dramaturg segítségével végez el). Ennek során lezajlik a szöveg részletes elemzése, az egyes mondatok, történések szerepének értelmezése, illetve – amennyiben nem kész szövegkönyv alapján folyik a munka – az előadás vázlatának megalkotása. Ekkor történik meg a szöveg egyes részeinek kihúzása, illetve adott esetben új szövegek betoldása.
A szövegkönyv vagy előadásvázlat elkészülte után a szcenikai megoldások végiggondolása következik. Ebbe beletartozik az adott előadás színházi térformája egészének meghatározása (például kukucskaszínpad, körszínpad), de ide tartozik a főbb díszletelemek meghatározása is. A díszlettervező e koncepció mentén alakítja ki részletes elképzeléseit.
A színészek és a rendező első találkozása a leendő előadás kapcsán az olvasópróba, melyen a rendező felolvassa a darabot, és kiosztja a szerepeket. Ezt a visszaolvasó próba követi, amelyen a színészek olvassák saját szerepüket. A következő fázis az elemző próba, amikor a rendező végigelemzi a művet, és általános megjegyzéseket fűz az egyes jelenetekhez. (Az, hogy e fázisok milyen gyorsan követik egymást, az adott rendező egyéni elképzeléseitől és a rendelkezésre álló idő mennyiségétől függ.)
Az előadás létrehozásának következő nagyobb fázisa a rendelkezőpróbák időszaka, melyek során a rendező meghatározza az egyes jelenetek során végrehajtandó színészi feladatokat. (Ez természetesen történhet a színészek ötleteinek bevonásával is, ám a végső szó minden esetben a koncepció egészéért felelős rendezőé.)
A rendelkezőpróbák az előadás fő vázát alakítják ki, míg az emlékpróbák során e váz egyes részletei alakulnak, csiszolódnak tovább. Az előadás főbb elemei ilyenkor többnyire már nem változnak; a rendező és a színészek feladata az előadás végső formájának kialakítása.
A színészi munka mellett a rendezés része az előadás színpadtechnikai kivitelezésének meghatározása is. Erre szolgálnak a technikai próbák, amelyek során a rendező meghatározza a fények, hang- és zenei bejátszások, esetleges más média helyét és kivitelezésének módját.
Összpróbának nevezzük azt a fázist, amikor az egyes alkotóelemek már együtt állnak az előadáshoz, és a rendező lehetőség szerint leállások nélkül megtekinti annak egészét. Szükség esetén ilyenkor lehetőség van még javító- és részpróbákra is.
A főpróba általában közönség előtt zajló, a nézők reakcióit, és az ennek nyomán szükségessé váló apró változásokat (például hatásszüneteket) felmérő próba. A már korábban elkészült, ám rég nem játszott előadások felidézésére, esetleg apróbb korrekciójára szolgálnak a felújító próbák.

## Rendezéstörténet
A mai értelemben vett színházi rendezés története jóval később kezdődött, mint maga a színház története. Sem az ógörög, sem a későbbi színház nem ismerte a mai értelemben vett rendező fogalmát; a 19. századot megelőzően többnyire a színdarab szerzője, a társulat valamelyik színésze, vagy épp az előadás főszereplője rendezte a többieket.
A rendezői színház kialakulása a naturalizmus kiteljesedéséhez köthető. II. György meiningeni herceg, rendezőtársával, Ludwig Chronegk-kel együtt gyakran több száz főt is megmozgató nagyszabású előadásokat készített, és ehhez szükségessé vált a külső irányító személy fellépése. Mivel ez a társulat (például Shakespeare Julius Caesar c. drámájának előadásával) 1874-1890 között végigjárta Európát, az új irányzat sok helyütt nagy hatással volt a színházművészetre.
Ugyancsak naturalista alapokon indult el Konsztantyin Sztanyiszlavszkij rendezői munkássága is, ő azonban hamar túllépett a naturalizmus ezen értelmezésén, és kialakította sajátos, meghatározó jelentőségű színházeszményét.
A naturalizmussal szemben indult el a látvány elsődlegességét hirdető rendezői irányzat, melynek jeles képviselői Richard Wagner és Edward Gordon Craig.
Sztanyiszlavszkij tanítványaként indult, ám szembefordult mestere tanításaival a biomechanikai irányzat létrehozója, Vszevolod Mejerhold. (Kettejük szembenállását feloldva, tanaikat ötvözve alakította ki később rendezői stílusát Alekszandr Tairov és Jevgenyij Vahtangov.)
Németországban a naturalizmussal legmarkánsabban először a szecessziós költőiséget hangsúlyozó Max Reinhardt fordult szembe, majd megjelent Erwin Piscator és a fiatal Bertolt Brecht expresszionista irányzata is.
A színház teatralitásával, illúziókeltő voltával szállt szembe a „könyörtelen színház” (azaz a valóságot leplezetlenül megmutatni kívánó színjáték) hirdetője, Antonin Artaud.
A huszadik század hatvanas éveiben számos rendezői irányzat, iskola jött létre. Ezek közül legmeghatározóbbak Jerzy Grotowski „szegény” (azaz eszköztelen) színháza, Giorgio Strehler commedia dell’arte-gyökerekre visszanyúló megközelítésmódja, vagy a teoretikusként is jelentős Peter Brook munkássága.

## Kossuth-díjasrendezők
- Ádám Ottó
- Ascher Tamás
- Babarczy László
- Békés András
- Csiszár Imre
- Gellért Endre
- Gothár Péter
- Horvai István
- Iglódi István
- Karinthy Márton
- Kazimir Károly
- Kerényi Imre
- Kerényi Miklós Gábor
- Léner Péter
- Lengyel György
- Major Tamás
- Marton Endre
- Marton László
- Nádasdy Kálmán
- Ruszt József
- Sík Ferenc
- Székely Gábor
- Szinetár Miklós
- Szirtes Tamás
- Taub János
- Valló Péter
- Vámos László
- Várkonyi Zoltán
- Vidnyánszky Attila
- Zsámbéki Gábor
- Zsótér Sándor